# Gare d'Unionville (Toronto and Nipissing)
Cet article concerne ancienne gare construite par le Toronto and Nipissing Railway. Pour le service actuel des trains de banlieue, voir Gare d'Unionville (GO Transit).
La gare d'Unionville est une ancienne gare ferroviaire canadienne, située à Markham en Ontario. Elle a été remplacée par la gare d'Unionville (GO Transit).
Elle se distingue comme une gare du XIXe siècle encore dans son emplacement d'origine sur la voie ferrée.

## Histoire
Construite en 1871 pour la Compagnie de chemin de fer Toronto and Nipissing, elle a été reconnue lieu patrimonial du Canada en 1993. Elle a été remplacée en 1991 par une nouvelle gare du réseau GO Transit.

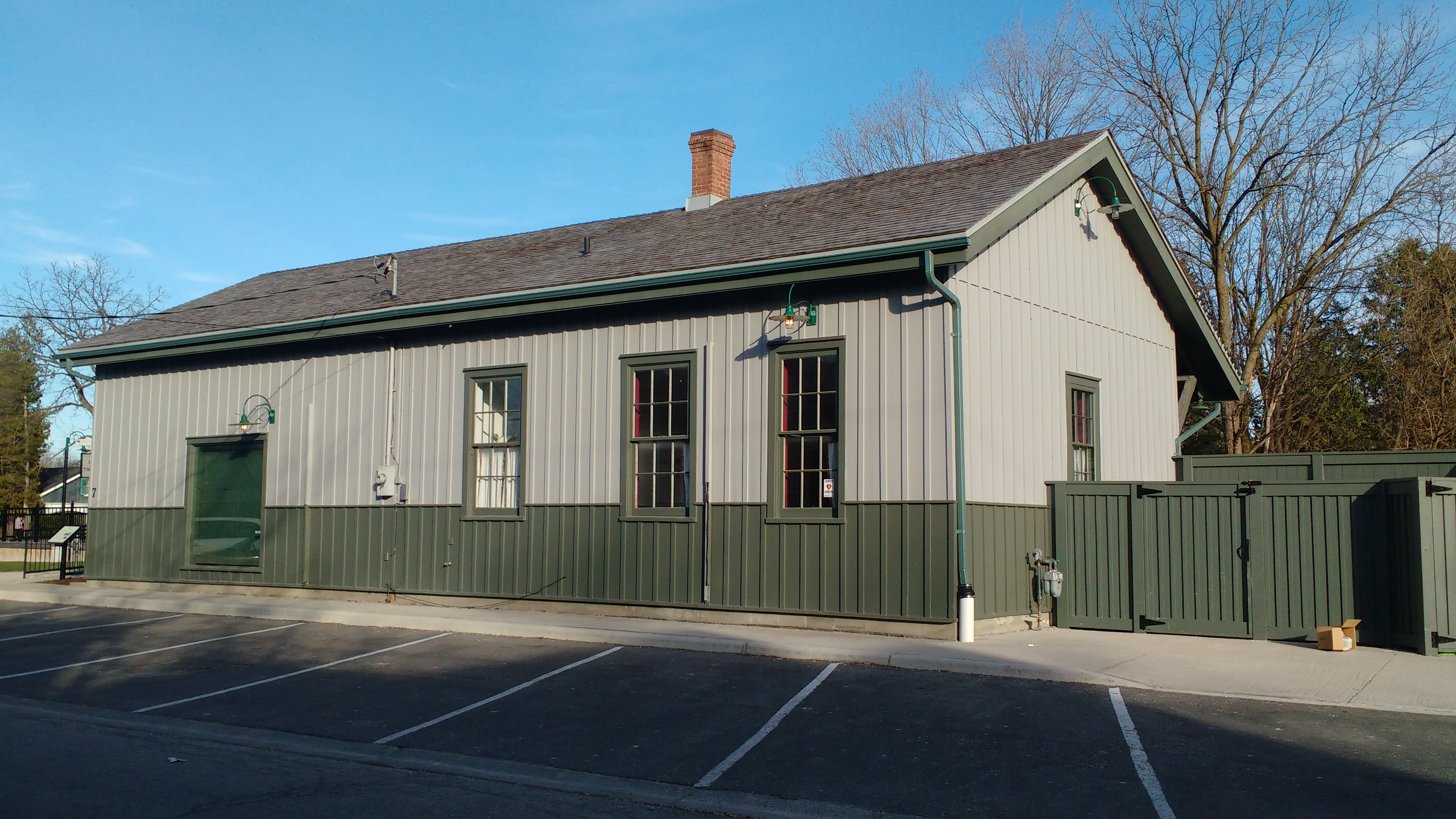
La gare en 2016. Vue de la ruelle en face de la gare.

La gare est construite par A.T. Button d'Uxbridge. Construite en fonction de la taille modeste de la communauté, elle est revêtue en bord et latte avec un toit à pignon et une fenêtre de volet 6 x 6. L'extrémité ouest dispose d'une salle d'attente des passagers en boiserie verticale et un poêle à bois pour chauffer l'hiver. L'extrémité est servait de gare de fret et au milieu était une salle de bagages et un bureau pour l'agent de la gare. Au milieu, on y trouvait aussi une billetterie s'ouvrant vers la salle d'attente générale . 
La gare est en service du Grand Tronc et du Canadien National. Dans les années 1950, elle est recouverte de briques isolants rouges. 
Vers les années 1970, la gare commence à montrer son âge et le chemin de fer veut la démolir après un feu, mais la communauté locale se réunit pour sauver le bâtiment. La municipalité fait des rénovations et elle devient un centre communautaire en 1989.

### Patrimoine ferroviaire
La ville de Markham achète le terrain de la gare et du moulin à grain à côté en 1993.
La gare fait partie du district de conservation du patrimoine d'Unionville, protégée par la partie V de la Loi sur le patrimoine de l'Ontario, depuis 1997 ,.